# Sandviken (commune)
La commune de Sandviken est une commune du comté de Gävleborg en Suède. 37 833 personnes y vivent. Son siège se trouve à Sandviken.

## Localités principales
- Årsunda
- Åshammar
- Backberg
- Hammarby
- Jäderfors
- Järbo
- Kungsgården
- Österfärnebo
- Storvik
- Västerberg